# 朱翊鑊
衡定王朱翊鑊（1552年5月19日—1592年12月15日），明朝第二次封第五代衡王，衡安王朱載封嫡第一子，母妃王氏。

## 生平
嘉靖三十一年四月二十六日（1552年5月19日）生。嘉靖四十二年七月十九日（1563年8月7日），封武定王長子。
萬曆七年（1579年），伯父衡康王朱載圭去世，無子。兩年後，父親武定王朱載封進封衡王。萬曆十一年五月初九日（1583年6月28日），朱翊鑊隨之進封衡世子。萬曆十四年（1586年），衡安王朱載封去世。萬曆十七年四月二十四日（1589年6月6日），明神宗遣使前往山東青州府冊封朱翊鑊。五月二十日（7月2日），朱翊鑊接受冊命，襲封衡王。
萬曆十九年（1591年），朱翊鑊因賢孝，獲山東撫臣宋應昌題薦。禮部奏請差官獎勵、賜予坊扁以示表彰，明神宗從之。
萬曆二十年十一月十二日（1592年12月15日），朱翊鑊去世，享年四十一歲，在位四年，諡號定。四年後，其長子衡世子朱常㵂嗣位。

## 家庭

### 妻
- 吳氏，初封武定王長子夫人，萬曆十一年（1583年）進封衡世子妃[3]，萬曆十七年（1589年）封衡王妃[1]。

### 子
- 第一子：衡世子→衡憲王朱常㵂
- 第二子：輔國將軍朱常滵，早卒
- 第三子：輔國將軍→鎮國將軍朱常[4]
- 第四子：夭折
- 第五子：鎮國將軍朱常厡，出繼漢陽温惠王朱厚𤑐為曾孫[5]
- 第六子：朱常津

### 女
- 第一女：夭折
- 第二女：夭折
- 第三女：夭折

## 墓葬
朱翊鑊葬於山東青州府堯山之原，壙誌現藏於青州市博物館。

　衡王壙誌

　王諱翊鑊，

憲宗純皇帝玄孫，

　衡恭王曾孫，

　衡安王子，

　母妃王氏。

　王生于嘉靖三十一年四月二十六日。嘉靖四十二年七月十九日，

封武定王長子。

　伯父康王薨，乏嗣，

　王

　父以武定王進

封衡王。

　王于萬曆十一年五月初九日，進

封衡世子。萬曆十七年五月二十日，襲

封衡王。萬曆二十年十一月十二日，以疾薨，享年四十一歲。配妃吳氏。生

　　子六位：長子常㵂，

封世子；二子常滵，封輔國將軍，卒；三子常，封鎮國將軍；四子，幼卒；五子

　　常厡、六子常津，俱在童年，未及請封。女三位，皆殤。

上聞訃，輟朝三日，遣官諭祭，賜謚曰定，特命有司治喪營葬如制。

仁聖懿安康壽皇太后、

慈聖宣文明肅皇太后並遣祭。在京文武衙門皆致祭焉。以萬曆二十□

　　年九月二十二日，葬于堯山之原，嗚呼！王以宗室至親，為

　朝廷藩輔，貴富兼隆，宜享壽年。溘焉長逝，豈非命耶？爰述其㮣，納諸幽

　　壙，用垂不朽云。

### 書目
- 《明史》

### 出處
1. 1 2  《明神宗實錄》卷210
2. ↑  《明神宗實錄》卷237
3. ↑  《明神宗實錄》卷136
4. ↑  《明神宗實錄》卷223
5. ↑  《皇明衡國漢陽温惠王元妃傅氏壙誌》，李森《明汉阳王朱厚𤑐、元妃傅氏夫妇圹志考释》，《文博》2011年第1期。

| 前任者： 父安王朱載封 | 明衡國國王 1589年－1592年 | 繼任者： 子憲王朱常㵂 |